# ورزشگاه چیرا ناخون
ورزشگاه چیرا ناخون (به لاتین: Chira Nakhon Stadium) یک ورزشگاه در تایلند است که در هت یای واقع شده‌است.